# Benjamin Pratnemer
Benjamin Pratnemer (* 31. März 1979 in Maribor) ist ein slowenischer Dartspieler.

## Karriere
Benjamin Pratnemer konnte im September 2018 die Hungarian Masters und Hungarian Classic gewinnen. Im Folgejahr schaffte er es beim World Masters unter die letzten 32 Spieler. Zudem gewann er im Finale der Osteuropa Qualifikation gegen den Ungar János Végső mit 6:1 und konnte sich somit für die Weltmeisterschaft 2020 qualifizieren. Er war damit, nach Osmann Kijamet im Jahr 2010, erst der zweite Slowene, der sich für eine Weltmeisterschaft der PDC qualifizieren konnte. In seiner Erstrundenpartie vergab er im Duell gegen Justin Pipe drei Matchdarts und schied mit 2:3 in Sätzen aus.
Bei den Apatin Open im Juli 2022 spielte sich Pratnemer bis ins Finale. Dort musste er sich jedoch dem Kroaten Dean Biskupić mit 2:5 geschlagen geben. Tags darauf kam er bei den Serbia Open ins Halbfinale.
Ein weiteres Finals erreichte Pratnemer beim Hungarian Classic Ende Oktober, dass er mit 3:5 gegen Moreno Blom verlor. Beim Hungarian Masters spielte er sich ins Viertelfinale. Mitte November folgte eine Finalteilnahme bei den Malta Masters. Hier unterlag er Philip Van Gasse mit 1:5.
Anfang Dezember 2022 gewann Pratnemer das World Open. er setzte sich dabei in einer Konkurrenz aus 358 Spielern durch und schlug im Finale Kai Fan Leung aus Hongkong mit 5:3.
Mitte Januar 2023 nahm Pratnemer an der PDC Qualifying School teil. Er sicherte sich dabei per Tagessieg am dritten und letzten Tag der First Stage die Teilnahme an der Final Stage, die er jedoch nicht erfolgreich absolvieren konnte.
Ende Februar nahm Pratnemer daraufhin an den Slovak Masters teil und konnte sich im Finale gegen den Deutschen Ole Holtkamp mit 5:4 durchsetzen.
Bei der WDF World Darts Championship 2023 Anfang Dezember, für die sich Pratnemer bereits 2022 qualifiziert habe. Er unterlag jedoch Davie Kirwan mit 0:2.
2024 ging Pratnemer wieder bei der Q-School an den Start. Über die Rangliste schaffte er dabei den Sprung in die Final Stage, gewann in dieser aber nur zwei Spiele und blieb ohne Punkt für die Rangliste.
Ende Februar gewann Pratnemer die Slovak Open mit 5:4 im Finale gegen László Kádár. Mitte April spielte er sich beim Budapest Classic ins Halbfinale. Ende Mai nahm er am Austrian Darts Festival teil und schaffte es dabei beim Team X-Treme Open ins Finale, welches jedoch mit 3:5 gegen Jimmy van Schie aus der Niederlande verloren ging. Im Juni gewann Pratnemer dafür das Balaton Darts Masters, nachdem er mit 5:4 im Finale den Tschechen Michal Smejda besiegte. Beim Balaton Darts Classics am gleichen Wochenende kam Pratnemer bis ins Halbfinale. Außerdem spielte Pratnemer als East Europe Qualifier die European Darts Open, wo er mit 5:6 gegen Kevin Troppmann verlor.
Mitte Oktober war Pratnemer Teil des World Masters 2024 in Budapest. Er überstand dabei ohne Niederlage die Gruppenphase und gewann auch seine ersten zwei K.-o.-Spiele gegen Michel Schmid und Jani Keskinarkaus, bevor er gegen Pavel Jirkal mit 2:4 verlor. Kurz darauf verlor Pratnemer das Finale des Hungarian Classic mit 1:4 gegen Jimmy van Schie, bevor er das Hungarian Masters mit 5:3 gegen Brian Raman für sich entschied. Im November gewann Pratnemer das Slovenia Masters im Finale mit 6:2 gegen Hannes Schnier. Bei der WDF World Darts Championship 2024 war Pratnemer erstmals gesetzt. An Position acht unterlag er jedoch erneut in seinem Auftaktspiel, ohne einen Satz zu gewinnen, gegen Carl Wilkinson.
Bei der European Q-School 2025 erreichte Pratnemer die Final Stage. Hierbei stand er zweimal in der dritten Runde, blieb allerdings wieder ohne Tour Card. Er erspielte sich daraufhin Ende Februar den Sieg bei den Slovak Open, indem er im Finale Nick Fullwell mit 5:1 besiegte. Auch beim Slovak Masters stand Pratnemer im Finale, verlor aber gegen Vince Tipple. Eine Woche später siegte Pratnemer beim Winter Special Darts in Budapest, außerdem gewann er das Budapest Masters Mitte April sowie die Spring Special Darts Open Ende April, ebenfalls in Ungarns Hauptstadt.

## Privates
Pratnemer ist hauptberuflich Diplom-Bauingenieur, Physiotherapeut und betreibt außerdem eine Fußballschule.

## Weltmeisterschaftsresultate

### PDC
- 2020: 1. Runde (2:3-Niederlage gegen  Justin Pipe)

### WDF
- 2023: 1. Runde (0:2-Niederlage gegen  Davie Kirwan)
- 2024: 2. Runde (0:3-Niederlage gegen  Carl Wilkinson)

## Titel

### WDF
- Silber Turniere:
  - World Open: (1) 2022
  - Slovak Open: (2) 2024, 2025
- Bronze-Turniere:
  - Balaton Darts Masters: (2) 2022, 2024
  - Budapest Masters: (1) 2025
  - Hungarian Grand Prix: (1) 2024
  - Hungarian Masters: (1) 2024
  - Slovak Masters: (1) 2023
  - Slovenia Masters: (1) 2024
  - Slovenia Open: (1) 2021
  - Winter Special Darts Open: (1) 2025
  - Spring Special Darts Open: (1) 2025